# Tuman (Syria)
Tuman (arab. طومان) – miejscowość w Syrii, w muhafazie Aleppo. W 2004 roku liczyła 516 mieszkańców.